# Council house

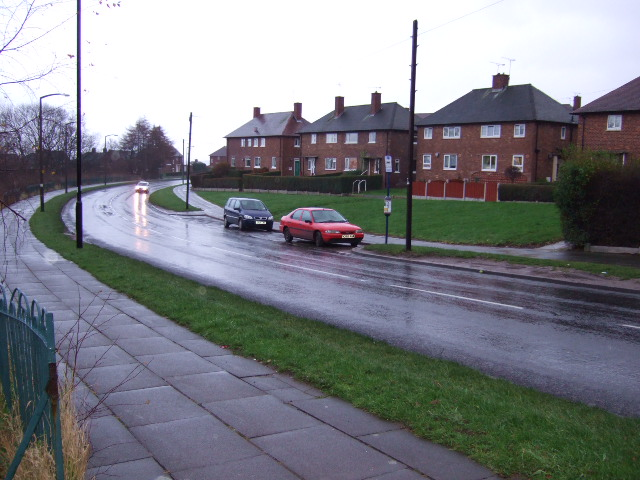
Council houses em Hackenthorpe, South Yorkshire.

Council house é um tipo de moradia social ou pública no Reino Unido. São construídas e operadas por conselhos locais para suprir falta de lotação.